# Equipe boliviana na Copa Billie Jean King
A equipe boliviana na Copa Billie Jean King representa a Bolívia na Copa Billie Jean King, principal competição de tênis feminina por equipes do mundo. É administrada pela Federación Boliviana de Tenis.

## História
A Bolívia competiu pela primeira vez em 1991. Seu melhor resultado foi chegar ao Grupo I das Américas de 2005.

## Escalação atual
Para o Grupo I das Américas de 2023, entre 11 e 15 de abril:
- Noelia Zeballos Melgar
- Ana Fabia Holweg Bustillos
- Catalina Padilla Udaeta
- Natalia Trigosso